# 藤井六輔
藤井 六輔（ふじい ろくすけ、1874年2月15日 - 1931年5月25日）は、日本の舞台俳優。東京出身で、本名は田中陸助といい、俳名として彩峰、六漁を用いた。
もともと魚屋を家業としていたが、新派の流れを汲む伊井蓉峰に弟子入りして俳優となる。
伊井の一座や、後にそれが合流した静間小次郎の一座で活動し、剽軽な芸風で知られ、「新派の名脇役」ともいわれた。
大矢市次郎は、藤井の弟子である。
1931年に、伊井が松竹から独立して「本国劇」を立ち上げた際にもこれに参加したが、「本国劇」は失敗に終わり、程なくして藤井は死去した。

## フィルモグラフィ
1910年に、吉澤商店（日活の前身会社のひとつ）で『サーベル』、『磁石の引力』、『お目出度 』、『浮れ達磨』、『粗忽物』に出演した。
1928年にはマキノ・プロダクションの『忠魂義烈 実録忠臣蔵』に、「そばやの爺〆助」役で出演した。